# Peruaanse steenduif
De Peruaanse steenduif (Columbina cruziana) is een vogel uit de familie Columbidae (Duiven).

## Verspreiding en leefgebied
Deze soort komt voor van noordelijk Ecuador tot noordelijk Chili.